# دیولا مندی
دیولا مندی (مجاری: Gyula Mándi; ۱۴ ژوئیهٔ ۱۸۹۹ – ۲۶ نوامبر ۱۹۶۹) بازیکن و مربی فوتبال اهل مجارستان بود.
از باشگاه‌هایی که در آن بازی کرده‌است می‌توان به باشگاه فوتبال ام‌تی‌کی بوداپست و باشگاه فوتبال فرنتس‌واروش اشاره کرد.
وی همچنین در تیم ملی فوتبال مجارستان بازی کرده‌است.